# KHD DG 2000 BBM
Die DG 2000 BBM ist eine Diesellokomotive des Herstellers Klöckner-Humboldt-Deutz (KHD) aus dem Typenprogramm von 1954. Die Lokomotive wurde später leistungsmäßig der KHD DG 1600 BBM angepasst und mehrfach umgebaut. Sie war bis 2007 in Betrieb und wurde 2011 verschrottet.

## Geschichte
Die Lokomotive entstanden als Folge der Verdieselung des Rangier- und leichten Streckendienstes durch die Stangenlokomotiven vornehmlich von MaK in den 1950er Jahren. Um die Leistung einer Lokomotive zu vergrößern, waren zwei Motoren erforderlich. Stärkere Motoren waren jedoch noch nicht verfügbar. Die Antriebsanlage der Stangenlokomotiven ließ den Einsatz von zwei Motoren nicht zu. Da eine Lokomotive in Drehgestellbauweise bessere Laufeigenschaften vorweisen kann, entstand bei KHD 1956 diese Lokomotive mit zwei Motoren, die je auf ein Drehgestell wirkten.
1956 wurde mit dieser Lokomotive die erste Drehgestelllokomotive des neuen Typenprogrammes ausgeliefert. Sie wurde von KHD auf eigene Rechnung gefertigt und zunächst zur Probe bei mehreren Bahnen eingesetzt. Um 1960 wurde die Lokomotive an eine Werkbahn in Heerlen verkauft. Vorher wurde die Motorleistung auf 2 × 800 PS und die Geschwindigkeit auf 70 km/h gedrosselt. Dort verkehrte die Lokomotive bis 1967.

### WLE VL 0634
Als die Werkbahn geschlossen wurde, kam die Lokomotive nach Deutschland zurück und wurde bei der Westfälischen Landes-Eisenbahn mit der Bezeichnung VL 0634 versehen. Für den Rangierdienst wurde sie mit neuen Rangiertritten wie die KHD DG 1600 BBM ausgerüstet. Damit war ein besseres Aufsteigen auf den Umlauf möglich. 1970, 1974 und 1978 war die Lokomotive jeweils in Unfälle verwickelt, wurde jedoch immer wieder aufgebaut. Ihr Aussehen veränderte sich ständig. So erhielt sie abgeschrägte Vorbauten und die Scheinwerfer wurden verkleinert.
1986/87 wurde die Lokomotive mit dreiachsigen Drehgestellen ausgerüstet. Die Motorleistung wurde 1982 wieder auf die ursprünglichen 2 × 1000 PS erhöht. Damit war sie mit der KHD DG 2000 CCM identisch. 1990 wurde sie in Nr. 34 umbezeichnet und erhielt den Namen Erwitte. Durch zwei Motortausche 1990 und 1999 wurde die Lokomotive zur stärksten Lokomotive der KHD-Typenreihe. In ihrem 50. Dienstjahr wurde die Lok 2007 erneut in einen schweren Unfall verwickelt, nicht mehr instand gesetzt und 2011 verschrottet. Die Maschine hat vor ihrem Unfall noch die NVR-Nummer 98 80 0421 004-9 D-WLE im deutschen Fahrzeugeinstellungsregister getragen.

## Technische Beschreibung

### Allgemeines
Die Lokomotive ist als Drehgestelllokomotive mit der Achsanordnung B'B' mit Mittelführerstand ausgeführt. Die Aufbauten bestehen aus den vorderen und hinteren Vorbauten und dem Mittelführerhaus. Die Lokomotive waren seinerzeit die größte Vorbautenlokomotive mit Mittelführerstand in Deutschland. In den beiden Vorbauten war je eine Maschinenanlage untergebracht, die das jeweilige Drehgestell antrieben. Nach ihrem Umbau um 1970 war sie der KHD DG 1600 BBM angeglichen. Unterscheidungsmerkmal war anfangs die geänderte Frontpartie mit den integrierten Scheinwerfern.

### Maschinenanlage und Kraftübertragung
Die Lokomotive hatte zwei unabhängige Antriebsgruppen, die jeweils ein Drehgestell antrieben. Je nach Bedarf konnte mit zwei oder mit einem Motor gefahren werden.
Als Antriebsmotoren kamen zwei Zwölfzylinder-Zweitakt-Dieselmotor vom Typ BT 12M 625 von Deutz zum Einsatz. Die Zylinder waren V-förmig unter einem Bankwinkel von 90° angeordnet, hatten eine Zylinderbohrung von 200 mm und einen Kolbenhub von 250 mm. Damit hatten die Motoren einen Hubraum von 94,2 l. Die wassergekühlten Motoren arbeiteten im einfach wirkenden Zweitakt, mit Direkteinspritzung und ventilloser Schnürle-Umkehrspülung. Bei einer Drehzahl von 750/min leisteten die Motoren 1000 PS (735 kW). Die Dieselmotoren saßen auf je einem Motortragrahmen, der mit vier Schräggummilagern im Lokomotivrahmen gelagert war.
Die Dieselmotoren übertrugen ihre Leistung über eine Dämpfungskupplung, Bauart Deutz, und eine kurze Gelenkwelle auf ein Strömungsgetriebe, Bauart Voith L 306r. Der Dieselmotor war vorne im Vorbau angeordnet, das Strömungsgetriebe in der Nähe des Führerhauses. Das Strömungsgetriebe bestand aus drei hydraulischen Wandlern und dem Wendegetriebe, mit dem die Lokomotive die Fahrtrichtung wechseln konnte. Vom Abtriebsflansch des Strömungsgetriebes erfolgte die Kraftübertragung über eine Gelenkwelle zur Drehgestellmitte. Das im Drehgestell gelagerte Zwischengetriebe verteilte das Drehmoment über zwei weitere kurze Gelenkwellen auf die bogenverzahnten Kegelradsatzgetriebe der Radsätze. Zur Vermeidung von Kardanfehlern der Gelenkwelle zwischen Strömungs- und Zwischengetriebe bei Bogenfahrt wurde das Zwischengetriebe als Hohlwellenantrieb, Bauart Deutz, ausgeführt. Hierbei wurde in der hohlen Getriebeeingangswelle eine zusätzliche kurze Gelenkwelle geführt, die über je ein Kardangelenk mit der Hohlwelle und der Gelenkwelle zum Strömungsgetriebe verbunden war. Auf der Hohlwelle wiederum saß ein schrägverzahntes Stirnradgetriebe, das die beiden Abtriebsflansche antrieb. Die Gelenkwelle zwischen Strömungs- und Zwischengetriebe war im Wagenkasten zwischengelagert.
Vor ihrem Verkauf in die Niederlande wurde sie auf 2 × 800 PS gedrosselt, nach 1982 wurde sie wieder auf 2 × 1000 PS eingestellt. 1990 wurden bei der Lokomotive Achtzylinder-Viertakt-Dieselmotoren von KHD eingebaut, die eine Leistung von je 1100 PS abgaben. Diese Motoren waren Schnellläufer. 1999 hat sie dann verstärkte Motoren von Caterpillar erhalten, die maximal 1319 PS abgaben. Das Getriebe wurde ebenfalls mehrfach geändert. Ursprünglich besaß die Lokomotive ein Läutewerk, welches 1978 ausgebaut wurde.

### Wagenkasten und Drehgestelle
Der Wagenkasten wurde als geschweißte Stahlblechkonstruktion ausgeführt. Die Seitenlangträger bildeten zusammen mit den Pufferbohlen einen Kasten, der durch zusätzliche Längs- und Querträger zur Aufnahme der Maschinenanlage ausgesteift wurde.
Die beiden Drehgestelle waren als vollständig geschweißte, geschlossene Rahmenkonstruktion ausgeführt. Die beiden Drehgestell-Längsträger waren durch zwei Kopfquerträger und zwei Mittelquerträger miteinander verbunden. In der Mitte des Drehgestells, zwischen den Mittelquerträgern und mit diesen fest verbunden, befand sich das Zwischengetriebe. Die Wagenkastenanlenkung erfolgte ohne Drehzapfen über eine Lenkhebelkonstruktion mit Gummigelenken um einen ideellen Drehpunkt. Dazu waren in einem der beiden Mittelquerträger zwei konische Buchsen eingeschweißt, in die die konischen Zapfen der Lenkhebelkonstruktion eingriffen. Die außengelagerten Radsätze bestanden aus der Radsatzwelle, dem Kegelradsatzgetriebe mit Drehmomentstütze, den beiden Radscheiben und den Rollenradsatzlagern. Die Primärfederung zwischen Drehgestellrahmen und Radsatzlagergehäuse erfolgte über Blattfedern.

### Hilfsanlagen
Die Antriebsmotoren trieben über die Schwungscheibe die Brems-Luftkompressoren, am gegenseitigen Ende die Kühlergruppen und die Lichtmaschine an. Letztere luden die Fahrzeugbatterie, sobald der Dieselmotor gezündet hat.
Der Antriebsanlage war je eine Kühlgruppe zugeordnet, welche die im Dieselmotor und im Strömungsgetriebe anfallende Verlustwärme abführte. Diese besteht aus Wasser-Luft-Wärmetauschern, einem Ventilator, einer Regelkupplung, Windleitblechen und einer Antriebseinrichtung. Der Ventilator wurde über eine Gelenkwelle und die hydraulische Voith-Regelkupplung angetrieben. Letztere diente der Drehzahlregelung. Die Vorwärmung des Kühlwassers erfolgte durch ein Webasto-Vorwärm- und -Warmhaltegerät.